# Liste der Kulturdenkmale im Stadtteil Werder
In der Liste der Kulturdenkmale in Werder sind alle Kulturdenkmale des zur Stadt Magdeburg gehörenden Stadtteils Werder aufgelistet. Grundlage ist das Denkmalverzeichnis des Landes Sachsen-Anhalt, das auf Basis des Denkmalschutzgesetzes vom 21. Oktober 1991 erstellt und seither laufend ergänzt wurde (Stand: 31. Dezember 2023).

## Denkmale
| Lage                                              | Bezeichnung                           | Beschreibung | Erfassungs- nummer | Ausweisungsart               | Bild                            |
| ------------------------------------------------- | ------------------------------------- | --- | ------------------ | ---------------------------- | ------------------------------- |
| Am Winterhafen 3 (Karte)                          | Verwaltungsgebäude                    | Das Verwaltungsgebäude liegt an der Alten Elbe. Es ist ein zweigeschossiger Bau mit einem Flachdach und wurde aus Ziegel erbaut. Die Fassade ist durch ein Mittelrisalit und Lisenen gegliedert. Erbaut wurde das Gebäude im Jahr 1880. Das Verwaltungsgebäude gehörte zu einem großen Munitionslager, dieses ist aber nicht mehr vorhanden. | 094 70929          | Baudenkmal                   | Verwaltungsgebäude              |
| Cracauer Straße (Am Winterhafen) (Karte)          | Brücke über die Alte Elbe             | Brücke Die Eisenbahnbrücke der Eisenbahnlinie Magdeburg-Potsdam führt über die Alte Elbe und ist Teil des alten Elbeverschiebebahnhofes. Die Brücke beginnt im Westen an der Straße Am Wintergarten und endet im Osten an der Cracauer Straße. Im Denkmalverzeichnis wird die Brücke unter der Cracauer Straße geführt. | 094 76764          | Baudenkmal                   | Weitere Bilder                  |
| Anna-Ebert-Brücke (Karte)                         | Anna-Ebert-Brücke                     | Brücke Die früher „Lange Brücke“ genannte Brücke führt über die Alte Elbe und wurde von 1880 bis 1882 erbaut. Die 192 Meter lange Brücke besteht aus elf Jochen aus Sandstein. Nach der Zerstörung der Brücke im Zweiten Weltkrieg wurde die Brücke vereinfacht wieder aufgebaut, so wurde die Brüstung aus Sandstein nicht wieder hergestellt. | 094 82656          | Baudenkmal                   | Anna-Ebert-Brücke               |
| Anna-Ebert-Brücke                                 | Festungsbauwerk                       | Festungsbauwerk | 094 82656 001      | Teilobjekt eines Baudenkmals |                                 |
| Arkonastraße 1 (Karte)                            | Villa                                 | Villa Die Villa wurde 1883 am westlichen Ufer der Elbe erbaut. Der Bau wurde im Stil der Neorenaissance erbaut, der Eckturm mit einer Haube prägt das Gebäude. | 094 70995          | Baudenkmal                   | Villa                           |
| Gartenstraße 3 (Karte)                            | Wohnhaus Gartenstraße 3               | Das zweieinhalbgeschossige Wohnhaus aus der Gründerzeit wurde 1874 erbaut. | 094 82681          | Baudenkmal                   | Wohnhaus Gartenstraße 3         |
| Gartenstraße 5a, Wasserstraße 4 (Karte)           | Wohnhaus                              | Großes Doppelhaus mit repräsentativer Fassade im Stil der Neorenaissance erbaut 1888 für und von Maurermeister F. A. Körner, die Gebäudeecke durch Erker betont, städtebaulich bedeutsam als straßenbildprägender Bestandteil einer gründerzeitlichen Häuserzeile und wegen seiner exponierten Ecklage. | 094 82879          | Baudenkmal                   | Wohnhaus                        |
| Gartenstraße 35 (Karte)                           | Wohnhaus                              | Das Wohnhaus ist ein viergeschossiges Haus an der Ecke zur Lingnerstraße. Die Ecke ist geprägt durch Erker. Erbaut wurde das Haus um 1900. | 094 70874          | Baudenkmal                   | Wohnhaus                        |
| Heinrich-Heine-Platz 1 (Karte)                    | Stadthalle Magdeburg                  | Die Stadthalle wurde 1927 erbaut. Der Grund war die „Deutsche Theaterausstellung“. Der Architekt war Johannes Göderitz, er baute auch den Schlachthof. Die Stadthalle liegt an der Elbe und am Rotehornpark. Es ist ein Saalbau mit einem Flachdach, die Stahlskelettkonstruktion ist verklinkert. Der Außenbau wurde im Zweiten Welt zerstört und ist erhalten geblieben (?). Das Innere des Saalbaues wurde bei dem Wiederaufbau bis 1966 verändert. | 094 06379          | Baudenkmal                   | Weitere Bilder                  |
| Heinrich-Heine-Platz 4 (Karte)                    | Wohnhaus Heinrich-Heine-Platz 4       | Wohnhaus Das eingeschossige Gebäude wurde 1909 im Heimatstil als Dienstgebäude des Gärtners des Rotehornparkes erbaut. | 107 15013          | Baudenkmal                   | Wohnhaus Heinrich-Heine-Platz 4 |
| Heinrich-Heine-Platz (Karte)                      | Albinmüller-Turm                      | Aussichtsturm Der Turm wurde von 1926 bis 1927 erbaut, der Architekt war Albin Müller. Der 60 Meter hohe Turm kann als Campanile der Stadthalle gesehen werden. Die oberen 15 Meter sind in einer Stahl-Glaskonstruktion erbaut worden, hier befand sich unter anderem ein Restaurant. | 094 82721          | Baudenkmal                   | Weitere Bilder                  |
| Heinrich-Heine-Platz (Karte)                      | Brunnen                               | Der Brunnen liegt östlich der Stadthalle, er wurde 1927 erbaut. | 094 71132          | Baudenkmal                   | Brunnen                         |
| Heinrich-Heine-Platz (Karte)                      | Gedenktafel                           | Die Gedenktafel wurde in Erinnerung an eine Rede Ernst Thälmanns im April 1932 angebracht. Sie befindet sich im südlichen Bereich der Ostfassade. Die Inschrift lautet: Ernst Thälmann/im April 1932 in der Stadthalle/wir reichen euch/unseren Klassengenossen/die Bruderhand/schlagt ein/und vereinigt zwingen wir/unseren gemeinsamen Feind. | 094 76857          | Kleindenkmal                 | Gedenktafel                     |
| Heinrich-Heine-Platz (Karte)                      | Platz                                 | Platz, ehemaliger Ehrenhof der Deutschen Theaterausstellung von 1927 | 094 71394          | Baudenkmal                   | BW                              |
| Heinrich-Heine-Platz, Kleiner Stadtmarsch (Karte) | Hyparschale                           | Das Veranstaltungsgebäude Hyparschale wurde 1969 als Mehrzweckhalle erbaut. Es ist ein Saalbau mit quadratischem Grundriss nördlich der Stadthalle. Die Nutzfläche der Halle beträgt 2300 Quadratmeter, es gibt 1627 Sitzplätze. |                    | Baudenkmal                   | Hyparschale                     |
| Heinrich-Heine-Platz (Karte)                      | Säule                                 | Es sind zwei Säulen, etwa 11 Meter hohe Pylonen. Der Fuß ist mit den Theatermasken sind im Original erhalten. Im Jahr 2011 wurden die Säulen wieder aufgebaut. | 094 71398          | Baudenkmal                   | Säule                           |
| Heinrich-Heine-Platz (Karte)                      | Pferdetor                             | Die Toranlage wurde von 1926 bis 1927 vom Architekt Albinmüller entworfen. Es sind sechs etwa zehn Meter hohe Pylone. An der Spitze befinden sich springende Pferde als Keramikplastiken. Zwischen den Pylonen befinden sich Tonnengewölbe als Durchgänge. | 094 06422          | Baudenkmal                   | Weitere Bilder                  |
| Heinrich-Heine-Weg (Karte)                        | Fort XII                              | Der nordöstlicher Innenraum des Fort XII der Festung Magdeburg, 1866–1873 als regelmäßiges Sechseck mit umlaufendem Wassergraben errichtet. | 094 06399          | Baudenkmal                   | Fort XII                        |
| Heinrich-Heine-Weg, Heinrich-Heine-Platz (Karte)  | Stadtpark Rotehorn                    | Park | 094 06405          | Baudenkmal                   | Weitere Bilder                  |
| Koordinaten fehlen! Hilf mit.                     | Festungsbauwerk                       | Festungsbauwerk | 094 06405 001      | Teilobjekt eines Baudenkmals |                                 |
| Koordinaten fehlen! Hilf mit.                     | Festungsbauwerk                       | Festungsbauwerk | 094 06405 002      | Teilobjekt eines Baudenkmals |                                 |
| Hinter den Holzstrecken 2, 2a-b (Karte)           | Ida-Lücke-Stift                       | Das ehemalige Stift wurde im Jahre 1904 erbaut. | 094 8265           | Baudenkmal                   | Ida-Lücke-Stift                 |
| Kahnstraße 2 (Karte)                              | Wohnhaus                              | Das Wohnhaus wurde 1888 erbaut. | 094 17335          | Baudenkmal                   | Wohnhaus                        |
| Kleiner Stadtmarsch 9 (Karte)                     | Wohnhaus                              | Wohnhaus | 094 71415          | Baudenkmal                   | Wohnhaus                        |
| Kleiner Stadtmarsch (Karte)                       | Hubbrücke Magdeburg                   | Hubbrücke über die Elbe | 094 70958          | Baudenkmal                   | Hubbrücke Magdeburg             |
| Kleiner Stadtmarsch (Karte)                       | Seitenradschleppdampfer „Württemberg“ | Seitenradschleppdampfer | 094 81860          | Baudenkmal                   | Weitere Bilder                  |
| Kleiner Stadtmarsch (Karte)                       | Schleuse Magdeburg                    | Rest der alten Elbschleuse als markante Einbuchtung der Uferbefestigung | 094 71483          | Baudenkmal                   | Schleuse Magdeburg              |
| Kleiner Werder 10b (Karte)                        | Wohnhaus                              | Wohnhaus | 094 06261          | Baudenkmal                   | Wohnhaus                        |
| Kleiner Werder 12 (Karte)                         | Elbspeicher                           | ehemaliger Speicher | 094 06263          | Baudenkmal                   | Elbspeicher                     |
| Kleiner Werder 13 (Karte)                         | Verwaltungsgebäude                    | ehemaliges Verwaltungsgebäude, jetzt Wohnhaus | 094 76835          | Baudenkmal                   | Verwaltungsgebäude              |
| Kleiner Werder (Karte)                            | Kozlowski-Denkmal                     | Denkmal für Theodor Kozlowski | 094 76853          | Baudenkmal                   | Kozlowski-Denkmal               |
| Mittelstraße 1 (Karte)                            | Villa                                 | Villa | 094 17336          | Baudenkmal                   | Villa                           |
| Mittelstraße 12 (Karte)                           | Villa                                 | Villa | 094 17337          | Baudenkmal                   | Villa                           |
| Mittelstraße 13, 14 (Karte)                       | Villa Hubbe                           | Villa große zweieinhalbgeschossige Villa des Industriellen Otto Hubbe von 1871 | 094 17338          | Baudenkmal                   | Villa Hubbe                     |
| Mittelstraße 24 (Karte)                           | Villa                                 | Villa | 094 17339          | Baudenkmal                   | Villa                           |
| Mittelstraße 26, 27 (Karte)                       | Wohnhaus                              | Wohnhaus | 094 17340          | Baudenkmal                   | Wohnhaus                        |
| Mittelstraße 47 (Karte)                           | Wohnhaus                              | Wohnhaus | 094 17342          | Baudenkmal                   | Wohnhaus                        |
| Mittelstraße 48 (Karte)                           | Wohnhaus                              | Wohnhaus | 094 17343          | Baudenkmal                   | Wohnhaus                        |
| Mittelstraße 49 (Karte)                           | Wohnhaus                              | Wohnhaus | 094 17344          | Baudenkmal                   | Wohnhaus                        |
| Mittelstraße 50 (Karte)                           | Wohnhaus                              | Wohnhaus | 094 17345          | Baudenkmal                   | Wohnhaus                        |
| Mittelstraße 51 (Karte)                           | Wohnhaus                              | Wohnhaus | 094 17346          | Baudenkmal                   | Wohnhaus                        |
| Mittelstraße 66 (Karte)                           | Wohnhaus                              | Wohnhaus | 094 17347          | Baudenkmal                   | Wohnhaus                        |
| Oststraße 18 (Karte)                              | Villa                                 | Die Villa wurde im Jahre 1909 nach einem Entwurf des architekten Oskar Peger erbaut. Es ist ein zweigeschossiger Bau mit einem vielgestaltigen Mansarddach. Die Fassade ist geprägt von Jundstil und barocken Formen. | 094 17348          | Baudenkmal                   | Villa                           |
| Rotehorn, Graalbrücke (Karte)                     | Brücke                                | Steinbrücke über die Taube Elbe, um 1900 erbaut, schmiedeeisernes Geländer mit jugendstilnahen Elementen | 094 76763          | Baudenkmal                   | Brücke                          |
| Rotehorn, Gedenkstein Reimarusweg (Karte)         | Gedenkstein                           | Gedenkstein |                    | Baudenkmal                   | Gedenkstein                     |
| Seilerweg 9 (Karte)                               | Vereinsheim                           | Vereinshaus | 094 09944          | Baudenkmal                   | Vereinsheim                     |
| Seilerweg 15 (Karte)                              | Vereinshaus                           | Vereinshaus | 094 71160          | Baudenkmal                   | Vereinshaus                     |
| Seilerweg 17 (Karte)                              | Vereinshaus                           | Vereinshaus | 094 71159          | Baudenkmal                   | Vereinshaus                     |
| Seilerweg 17 (Karte)                              | Gedenkstein                           | Gedenkstein für die im Ersten Weltkrieg Gefallenen des Magdeburger Ruderclubs, am 24. November 1929 eingeweiht |                    | Baudenkmal                   | Gedenkstein                     |
| Stadtparkstraße (Karte)                           | Brücke über die Taube Elbe            | Brücke Eisenbahnbrücke und -trasse | 094 76763          | Baudenkmal                   | Brücke über die Taube Elbe      |
| Sternbrücke (Karte)                               | Sternbrücke                           | Brücke | 094 70975          | Baudenkmal                   | Sternbrücke                     |
| Weidenstraße 2 (Karte)                            | Wohnhaus                              | Wohnhaus | 094 82651          | Baudenkmal                   | Wohnhaus                        |
| Weidenstraße 3 (Karte)                            | Wohnhaus                              | Wohnhaus | 094 82648          | Baudenkmal                   | Wohnhaus                        |
| Weidenstraße 4 (Karte)                            | Wohnhaus                              | Wohnhaus | 094 82647          | Baudenkmal                   | Wohnhaus                        |
| Weidenstraße 5 (Karte)                            | Sozialeinrichtungen                   | Sozialeinrichtungen | 094 82645          | Baudenkmal                   | Sozialeinrichtungen             |
| Weidenstraße 6, 7 (Karte)                         | Fabrik                                | Fabrik | 094 82649          | Baudenkmal                   | BW                              |
| Weidenstraße 8 (Karte)                            |                                       | Viergeschossiger Putzbau in straßenbildprägender Ecklage mit Neorenaissancefassade erbaut spätes 19. Jahrhundert, bedeutsam im Ensemble mit dem gegenüberliegenden Altenstift Weidenstraße 5 und der geschlossenen Häuserzeile Nr. 2–4. | 094 82646          | Baudenkmal                   |                                 |
| Weidenstraße 8a (Karte)                           | Wohnhaus                              | Viergeschossiger Putzbau mit repräsentativ gegliederter Neorenaissancefassade erbaut spätes 19. Jahrhundert, in Erdgeschoss und Beletage Rustizierung, bedeutsam im Ensemble mit dem gegenüberliegenden Altenstift Weidenstraße 5 und der geschlossenen Häuserzeile Nr. 2–4. | 094 82643          | Baudenkmal                   | Wohnhaus                        |
| Zitadelle 43 (Karte)                              | Wohnhaus                              | ehemaliges Dienstwohngebäude im Inneren der Zitadelle Magdeburg | 094 71416          | Baudenkmal                   | Wohnhaus                        |
| Zollbrücke (Karte)                                | Zollbrücke                            | Brücke | 094 71008          | Baudenkmal                   | Zollbrücke                      |
| Zollstraße 11a (Karte)                            | Wohnhaus                              | Wohnhaus | 094 82883          | Baudenkmal                   | Wohnhaus                        |
| Zollstraße 12 (Karte)                             | Wohn- und Geschäftshaus               | Wohn- und Geschäftshaus | 094 82884          | Baudenkmal                   | Wohn- und Geschäftshaus         |

## Ehemalige Denkmale
Die nachfolgenden Objekte waren ursprünglich ebenfalls denkmalgeschützt oder wurden in der Literatur als Kulturdenkmale geführt. Die Denkmale bestehen heute jedoch nicht mehr, ihre Unterschutzstellung wurde aufgehoben oder sie werden nicht mehr als Denkmale betrachtet.
| Lage                              | Bezeichnung        | Beschreibung                                                      | Erfassungs- nummer | Ausweisungsart | Bild               |
| --------------------------------- | ------------------ | ----------------------------------------------------------------- | ------------------ | -------------- | ------------------ |
| Hinter den Holzstrecken 6 (Karte) | Wohnhaus           | Wohnhaus, wird zumindest seit 2009 nicht mehr als Denkmal geführt | 094 82644          |                | BW                 |
| Mittelstraße 13, 14 (Karte)       |                    | abgerissen                                                        |                    | Baudenkmal     | BW                 |
| Stadtpark Rotehorn                | Tischtennishalle   | genehmigter Abbruchantrag aus dem Jahr 1996                       |                    | Baudenkmal     |                    |
| Stadtpark Rotehorn                | Verkaufspavillon   | genehmigter Abbruchantrag aus dem Jahr 1996                       |                    | Baudenkmal     |                    |
| Zollstraße 16 (Karte)             | Villa Adolf Mittag | genehmigter Abbruchantrag aus dem Jahr 2008                       | 094 17341          | Baudenkmal     | Villa Adolf Mittag |

Darüber hinaus bestand das denkmalgeschützte Pohlmann-Fertighaus an der Adresse Oststraße 7b. Es wurde nach Rothensee in die Bülstringer Straße 20 versetzt. Außerdem befand sich im Umfeld der Hyparschale eine historische Dampfmaschine der Firma F. Wolf, die nach Buckau in die Straße An der Buckauer Fähre umgesetzt wurde. In der Stadthalle befand sich bis zumindest 2020 die zeitweise in der Literatur ebenfalls als Denkmal geführte Thälmann-Plastik, die dann in das Technikmuseum Magdeburg umgesetzt werden soll.

## Legende
- Bezeichnung: Nennt den Namen, die Bezeichnung oder die Art des Kulturdenkmals.
- Lage: Nennt den Straßennamen und wenn vorhanden die Hausnummer des Kulturdenkmals. Die Grundsortierung der Liste erfolgt nach dieser Adresse. Der Link „Karte“ führt zu verschiedenen Kartendarstellungen und nennt die Koordinaten des Kulturdenkmals.
- Beschreibung: Nennt bauliche und geschichtliche Einzelheiten des Kulturdenkmals, vorzugsweise die Denkmaleigenschaften.
- ID: Für jedes Kulturdenkmal wird in Sachsen-Anhalt eine 20stellige Erfassungsnummer vergeben. Derzeit lauten die letzten zwölf Ziffern jeweils 0. Daher wird hier auf die Wiedergabe der letzten zwölf Stellen verzichtet.
- Ausweisungsart: Die Einordnung nach §2 Abs. 2 DenkmSchG LSA
- Bild: Ein Bild des Denkmales